# René Benedetti
Pour les articles homonymes, voir Benedetti.
René Benedetti est un violoniste et pédagogue français né le 10 juin 1901 à Toulon et mort le 19 octobre 1975 à Paris.

## Biographie
René Auguste Ferdinand Benedetti naît le 10 juin 1901 à Toulon,.
Issu d'une famille de musiciens, il étudie dans la classe de violon d'Édouard Nadaud au Conservatoire de Paris, où il obtient un 1er prix en 1918.
Il contribue aux Concerts Wiener dès leur origine, et est notamment le créateur en 1921 de la version pour violon et orchestre du Bœuf sur le toit de Darius Milhaud, pièce qui, sous le nom de Cinéma-Fantaisie, lui est dédiée.
En 1922, René Benedetti est lauréat du prix Nadaud et mène dès lors une importante carrière de soliste. En France, il est le premier à jouer lors de deux soirées l'intégrale des deux monuments du répertoire pour violon seul que sont les Sonates et partitas de Bach et les Vingt-quatre Caprices de Paganini.
Comme interprète, il est notamment le créateur de la Suite pour violon et piano (1923) de Jean Wiener.
Comme chambriste, il fonde en 1941 le Trio BBN avec le violoncelliste André Navarra et le pianiste Joseph Benvenutti. Il est aussi membre du Quintette de l'Atelier, créé par Émile Passani (avec Quesnel, Georges Blanpain et Navarra).
Comme pédagogue, succédant à Firmin Touche (de), René Benedetti est entre 1942 et 1971 professeur au Conservatoire de Paris, où il forme de nombreux violonistes, parmi lesquels Luben Yordanoff, Christian Ferras, Neville Marriner, Gérard Jarry, Emmanuel Krivine, Clara Bonaldi et Yan-Pascal Tortelier.
Il meurt le 19 octobre 1975 à Paris (17e arrondissement).